# ويليام س. كوش جونيور
ويليام س. كوش جونيور (بالإنجليزية: William C. Koch, Jr.)‏ هو محامي وقاضي أمريكي، ولد في 12 سبتمبر 1947.